# Партений IV Константинополски
Партений IV Константинополски (на гръцки: Παρθένιος Δ´) e православен духовник, митрополит на Бурса и 5 пъти (1 май 1657 – юни 1662; 21 октомври 1665 – 9 септември 1667; март 1671 – 7 септември 1671; 1 януари 1675 – 19 юли 1676; 10 март 1684 – 20 март 1685) вселенски патриарх.

## Биография
Роден е в Одрин. Избран за митрополит на Бурсенска епархия през януари 1655 г. Като митрополит на Бурса възстановява и съдейства за изографисването на катедралната църква „Свети Георги“.
За пръв път е избран за патриарх на Константинопол на 1 май 1657 година. През април 1659 година бившият мелнишки митрополит Теофан успява да организира свалянето на патриарх Партений IV и се възкачва на патриаршеския трон в Цариград. Три дена по-късно обаче Партений IV успява да анулира решението и да си върне престола.
През юни 1662 година е възстановен като митрополит на Бурса. Не се задържа в Бурса и се мести във Влашко при Константин Щербан Басараб. Завръща се от Влахия, за да стане повторно вселенски патриарх на 21 октомври 1665 година. През септември 1667 година е свален от патриаршеския трон и заточен на Тенедос. За няколко месеца е митрополит на Браила, преди да се засели в Одрин и оттам да е почетен тирнавски митрополит без пастирски задължения.
През март 1671 година Партений за трети път става патриарх на Константинопол. Патриарх за около половин година, до октомври 1671, когато бил заточен в Кипър. По-късно му е позволено да напусне острова и да се върне в Одрин. Партений е патриарх за четвърти път от 1 януари 1675 г. до 24 октомври 1676 г. За пети път е патриарх на Константинопол от 1684 до 1685 г., след което е почетен анхиалски митрополит без пастирски задължения.